# April, April!
April, April! is een Duitse filmkomedie uit 1935 onder regie van Detlef Sierck.

## Verhaal
Een eerzuchtige bakker krijgt bezoek van een prins in zijn fabriek. Dat bezoek blijkt eigenlijk een grap te zijn van zijn vrienden. De grap loopt uit de hand als een echte prins opdaagt. 

## Rolverdeling
| Acteur               | Personage                 |
| -------------------- | ------------------------- |
| Erhard Siedel        | Julius Lampe              |
| Lina Carstens        | Mathilde Lampe            |
| Charlott Daudert     | Mirna Lampe               |
| Werner Finck         | Reinhold Leisegang        |
| Paul Westermeier     | Finke                     |
| Carola Höhn          | Friedel Bild              |
| Albrecht Schoenhals  | Prins van Holsten-Böhlau  |
| Annemarie Korff      | Secretaresse van de prins |
| Hilde Schneider      | Emmi                      |
| Hubert von Meyerinck | Müller                    |
| Herbert Weissbach    | Vriend van Finke          |